# Helios Airways-vlucht 522
Helios Airways-vlucht 522 was een vlucht uitgevoerd door Helios Airways met een Boeing 737-31S die neerstortte op 14 augustus 2005 om 12:04 uur lokale tijd (EEST) in een berg ten noorden van Marathónas en Varnavas (Griekenland). Uiteindelijk werd het wrak door reddingswerkers gevonden nabij de gemeente Grammatiko, 40 kilometer ten noorden van Athene. Alle 121 inzittenden kwamen om. Niemand op de grond raakte gewond.

## Vlucht en ongeluk

De plaats van het ongeluk

De vlucht verliet Larnaca (Cyprus) om 09:07 uur lokale tijd en was onderweg naar Athene voor een tussenstop. Daarna zou het vliegtuig doorvliegen naar Praag. Toen het vliegtuig het Griekse luchtruim binnenkwam, nam het geen contact op met de luchtverkeersleiding op het vliegveld van Eleftherios Venizelos te Athene. Hierop werden twee F-16-jachtvliegtuigen van de Griekse Luchtmacht (Hellenic Air Force) 117e Gevechtswing van de Luchtmachtbasis Néa Anghialos naar het toestel gestuurd om visueel contact te krijgen. Vervolgens namen de vliegers een zogenaamde "actieve scramblepositie" in, wat wil zeggen dat één toestel kijkt wat er aan de hand is, terwijl de andere in zogenaamde schietklare positie vliegt zodat hij eventueel het toestel kan neerhalen. De piloot die poolshoogte nam zag de co-piloot van het lijntoestel bewegingloos in de cockpit zitten met een zuurstofmasker op, de gezagvoerder kon hij niet zien.
De woordvoerder van de Griekse regering, Theodoros Roussopoulos, verklaarde dat de F-16-vlieger zag dat twee personen, onder wie mogelijk een bemanningslid probeerden om weer controle over het toestel te krijgen, wat mislukte. In de cockpit van het neergestorte toestel werd later een steward gevonden.
Aanvankelijk was er ook sprake van dat er twee sms-berichten uit het toestel waren verstuurd. De Griekse politie hield op 16 augustus in Thessaloniki een 32-jarige man aan die op de dag van de ramp had verklaard uit het vliegtuig een sms-bericht van zijn neef te hebben ontvangen. De man bekende dat hij zijn verhaal had verzonnen.

## Passagiers en bemanning
Het toestel had 115 passagiers en 6 bemanningsleden aan boord. 103 personen hadden de Cypriotische nationaliteit, enkele de Armeense en 12 de Griekse. Met 121 doden is dit het ergste luchtvaartongeval van 2005 en het tweede ongeval met meer dan honderd doden. Het andere ongeval betreft de Kam Air-vlucht 904 met 104 slachtoffers. Het is het 69e ongeval met een Boeing 737 (het meest verkochte passagierstoestel in de wereld) sinds de ingebruikname in 1968.
Het betrokken toestel was in 1998 gebouwd en werd aanvankelijk geleased door Deutsche BA (sinds 2003 dba). Op 16 april 2004 werd het overgenomen door Helios Airways. Naast het neergestorte toestel bestaat de vloot uit twee gehuurde Boeing 737-800s en een Airbus A319-111 (afgeleverd op 14 mei 2005). Het ramptoestel zou in december 2004 al eerder een probleem met de cabinedruk hebben gehad, maar maakte destijds veilig een noodlanding op Larnaca, na een duikvlucht vanaf 35 duizend voet. Drie passagiers moesten toen in het ziekenhuis worden opgenomen wegens ademhalingsproblemen.

## Onderzoek en oorzaak
Zowel de flightdatarecorder als de cockpitvoicerecorder zijn geborgen, hoewel de laatstgenoemde zwaar beschadigd was. Vermoedens dat het vliegtuig gekaapt zou zijn door terroristen verwees het Griekse Ministerie van Buitenlandse Zaken al snel naar de prullenbak, evenals dat het toestel zou zijn neergeschoten door de Griekse luchtmacht.
Op 15 augustus viel de Cypriotische politie het hoofdkantoor van Helios Airways te Nicosia binnen om documenten veilig te stellen die van belang waren voor het onderzoek. Volgens een woordvoerster van de maatschappij ging het niet om een inval maar om een normaal verzoek om informatie in het kader van het onderzoek naar de toedracht van de ramp.
Uiteindelijk bleek een schakelaar die moest zorgen voor automatische drukverhoging in de cabine tijdens een onderhoudsbeurt op 'manueel' gezet te zijn. De piloten merkten dit door een reeks van fouten en misverstanden niet op. De cabinedruk (en dus de hoeveelheid zuurstof aanwezig in de lucht) was onvoldoende waardoor zowel bemanning als passagiers bewusteloos raakten. Alleen de steward wist door gebruik van zuurstofflessen bij bewustzijn te blijven, maar hij kon niet verhinderen dat het vliegtuig neerstortte nadat de brandstof was opgeraakt.